# Джон, Ото
Джон Ото Джон (англ. John Oto John; род. 25 января 1998, Аква-Ибом) — нигерийский футболист, нападающий клуба «Туран».

## Карьера

### «Скендербеу»

#### Аренда в «Трепча’89»
Воспитанник нигерийского клуба «36 Лион». В декабре 201 года футболист перешёл в албанский клуб «Скендербеу», откуда вскоре на правах арендного соглашения перешёл в косовский клуб «Трепча’89». В своём дебютном сезоне за клуб футболист сыграл всего лишь в 3 матчах. В следующем сезоне футболист быстро закрепился в основной команде клуба, вместе с которым по итогу стал чемпионом косовской Суперлиги в статусе лучшего бомбардира чемпионата с 26 голами в 33 матчах. 
Новый сезон футболист начал с квалификационных матчей Лиги чемпионов УЕФА. Дебютный матч в рамках еврокубкового турнира сыграл 27 июня 2017 года против фарерского клуба «Вуйчингур», который по итогу встречи оказался сильнее. В ответном матче 4 июля 2017 года «Вуйчингур» с разгромным счётом одержал победу и прошёл в следующий квалификационный раунд. Затем вместе с клубом футболист стал обладателем Суперкубка Косова. На протяжении сезона футболист оставался одним из ключевых игроков косовского клуба, по окончании которого записал в свой актив 17 забитых мячей.

#### Возвращение в «Скендербеу»
Летом 2018 года футболист вернулся в распоряжение албанского клуба. Новый сезон футболист начал с победы за Суперкубок Албании, где в финале 12 августа 2018 года одержал победу над клубом «Лачи», однако сам футболист остался на скамейке запасных. Дебютировал за клуб 17 августа 2018 года в матче против клуба «Партизани», выйдя на замену на 87 минуте. Первым результативным действием за клуб футболист отличился в своём следующем матче 26 августа 2018 года против клуба «Кастриоти», отдав голевую передачу. Дебютный гол за клуб забил 12 сентября 2018 года в матче Кубка Албании против клуба «Велечику». В следующем матче 17 сентября 2018 года футболист забил свой дебютный гол в рамках албанского чемпионата. Футболист быстро смог закрепиться восновной команде, однако оставался преимущественно игроком замены.
Новый сезон футболист начал с матча 24 августа 2019 года против клуба «Фламуртари», выйдя на замену в начале второго тайма. Первый гол в сезоне футболист забил в своём следующем матче 28 августа 2019 года против клуба «Лачи». На протяжении всей первой половины сезона футболист продолжал чередовать матчи в стартовом составе и со скамейки запасных, также успев отличиться 3 результативными передачами.

### «Приштина»
В январе 2020 года футболист перешёл в косовскую «Приштину» за сумму порядка 35 тысяч евро. Дебютировал за клуб 8 февраля 2020 года в матче Кубка Косова против клуба «Вуштрриа», также отличившись дебютными голами, оформив дубль, а также результативной передачей. В первом матче в рамках чемпионата 15 февраля 2020 года против клуба «Вуштрриа» отличился забитым голом. Футболист сразу же стал ключевым игроком клуба, отличавшись забитым голом почти в каждом матче, однако под конец сезона результативность немного снизилась. По итогу сезона вместе с клубом остановился на четвёртом итоговом месте в рамках чемпионата, став лучшим бомбардиром клуба. Также вместе с клубом стал обладателем Кубка Косова, где в финале 29 июля 2020 года забил победный гол в ворота клуба «Балкани». 
Новый сезон за клуб футболист начал с матча 19 сентября 2020 года против клуба «Дреница», в котором отличился первым забитым голом и результативной передачей. В матче 17 октября 2020 года против клуба «Беса» футболист отличился забитым хет-триком. В начале 2021 года футболист выбыл из распоряжения клуба из-за визовых проблем, лишь в конце апреля 2021 года снова появившись на поле. За этот период футболист пропустил финал за Суперкубка Косова, где его клуб стал обладателем титула. По итогу сезона вместе с клубом стал победителем чемпионата.
Летом 2021 года футболист вместе с клубом отправился на квалификационные матчи Лиги чемпионов УЕФА. Первый матч сыграл 22 июня 2021 года против сан-маринского клуба «Фольгоре/Фальчано». Вместе с клубом дошёл до первого квалификационного раунда, где по сумме матче уступили венгерскому «Ференцварошу» и отправились на квалификации Лиги конференций УЕФА. В матче 20 июля 2021 года против валлийского клуба «Коннас-Ки Номадс» футболист отличился дублем. В третьем квалификационном раунде по сумме матче уступили норвежскому клубу «Будё-Глимт», где в первой встрече футболист также отличился забитым голом. Стал серебряным призёром Суперкубка Косова, где в финале 17 августа 2021 года уступили «Лачи» в дополнительное время. Первый матч в чемпионате сыграл 22 августа 2021 года против клуба «Малишева». Первым голом в сезоне отличился 11 сентября 2021 года в матче против клуба «Дреница». На протяжении сезона футболист оставался одним из ключевых игроков клуба, отличившись 10 забитыми голами во всех турнирах. По окончании сезона покинул клуб.

### «Дукаджини»
В августе 2022 года футболист на правах свободного агента перешёл в косовский клуб «Дукаджини», заключив контракт до конца сезона. Дебютировал за клуб 25 августа 2022 года в матче против клуба «Лачи». Дебютный гол за клуб забил 14 сентября 2022 года в матче против клуба «Дреница». Футболист быстро закрепился в основной команде клуба, став одним из ключевых игроков. По итогу сезона вместе с клубом футболист занял четвёртое итоговое место, став лучшим бомбардиром клуба с 9 забитыми голами и также отличился 3 результативными передачами. 

### «Туран»
В июне 2023 года футболист перешёл в азербайджанский клуб «Туран». Дебютировал за клуб 4 августа 2023 года в матче против клуба «Араз-Нахчыван», выйдя на поле в стартовом составе и также отличившись дебютным забитым голом.

## Достижения
«Трепча’89»
- Чемпион Косова: 2016/17
- Обладатель Суперкубка Косова: 2017

«Скендербеу»
- Обладатель Суперкубка Албании: 2018

«Приштина»
- Обладатель Кубка Косова: 2019/20
- Обладатель Суперкубка Косова: 2020
- Чемпион Косова: 2020/21